# 周健 (歷史學者)
周健，台灣歷史學家，中國文化大學史學系兼任副教授、國立台北大學歷史學系兼任副教授。台灣飛碟學會創始人之一，曾擔任中華UFO科學學會理事、台灣飛碟學會常務理事等職。學術專長為西洋文化史、西洋史學史、德國史、世界古文明研究和超心理學。
在退伍前曾有過瀕死經驗，而後便開始探索超自然現象。
著有《新編本國史地》、《國際反猶主義之探討》、《超心理學探秘：預言、幽浮與靈異現象》、《西洋史探微》、《世界超自然現象之謎》、《探索謎樣世界：神祕現象狂想曲》等書籍。譯著有《天之鏡》等。

## 外部連結
- 周健副教授 （页面存档备份，存于） 中國文化大學史學系
- 研究所顧問周健老師 台灣外星人研究所
- 唯有深度與廣度無限-周健老師專訪[]